# Carl Sténson
Carl "Calle" Sténson, född 17 mars 1993, är en svensk friidrottare (stavhopp) som tävlar för Hellas FK. Han vann SM-guld utomhus i stavhopp år 2013 och inomhus 2015 och 2016. På SM inomhus 2014 tog han brons.
Vid junior-EM i Tallinn, Estland år 2011 blev Sténson utslagen i stavhoppskvalet med 4,70.
Utomhus 2015 var han Sveriges representant i stavhopp på Lag-EM i Tjeboksary, Ryssland, där han kom på en elfteplats. År 2015 deltog han även vid U23-EM i Tallinn men slogs ut i kvalet med 4,80 m. Han har deltagit i Finnkampen två gånger, 2013 och 2015; båda gångerna slutade han på fjärde plats. Han har även deltagit i Nordenkampen två gånger, 2013 och 2015, där han slutat trea (2013) respektive fyra (2015). 

## Personliga rekord
| Utomhus - 100 meter – 11,49 (Danderyd, Sverige 13 maj 2012) - 200 meter – 23,47 (Sollentuna, Sverige 21 maj 2011) - 400 meter – 53,43 (Huddinge, Sverige 15 september 2012) - 1 500 meter – 5:02,48 (Huddinge, Sverige 16 september 2012) - Höjdhopp – 1,78 (Huddinge, Sverige 15 september 2012) - Stavhopp – 5,30 (Gräfelfing, Tyskland 28 maj 2017) - Längdhopp – 6,57 (Huddinge, Sverige 15 september 2012) - Längdhopp – 6,83 (medvind 3,0 m/s) (Uppsala, Sverige 29 maj 2014) - Spjut – 45.91 (Huddinge, Sverige 16 september 2012) | Inomhus - 60 meter – 7,54 (Norrköping, Sverige 6 januari 2011) - Stavhopp – 5,31 (Sätra, Sverige 31 januari 2015) - Längdhopp – 6,79 (Örebro, Sverige 11 januari 2015) |